# Инклингс
Инклингс су били неформална књижевна група повезана са Универзитетом Оксфорд раних тридесетих и четрдесетих година 20. века. Инклингс су били књижевни ентузијасти који су хвалили вредност нестварних прича и подстицали писање фантазија. Хришћанске вредности су биле на врло истакнут начин присутне у делима неких чланова ове групе.

## Чланови и састанци
Међу редовним члановима Инклингса међу којима су многи били предавачи на Универзитету били су Џ. Р. Р. Толкин, К. С. Луис, Owen Barfield, Čarls Vilijams (Charles Williams), Толкинов син Кристофер Толкин, Луисов старији брат Ворен, Roger Lancelyn Green, Adam Fox, Hugo Dyson, R.A. ,,Humphrey,,Havard, J.A.W. Bennet, Lord David Cecil , Nevill Coghill. Састанке су ређе посећивали Percy Bates, Charles Leslie Wrenn, Colin Hardie,James Dundas Grant, John David Arnett, Jon Fromke, John Wain, R.B. McCallum Gerwase Mathew, and C.E. Stevens. Као гости појављују се аутор E.R. Edidson и јужноафрички песник Roy Campbell.
"Право говорећи" писао је Warren Lewis " Inklings нису били ни клуб, ни књижевно друштво, иако су имали по мало и од једног и од другог. Није било правила, званичника, дневних редова ни формалних избора. Као што је било уобичајено за универзитетске књижевне групе у то време, сви чланови су били мушкарци. (Dorothy L. Sayers. за коју се понекад тврди да је била инклинг, била је пријатељица Lewisa и Williamsa, али никада није присуствовала састанцима.)
Читање и расправљање о незавршеним делима била су основнс тема састанака. Толкенов ,, Господар прстенова,, Луисов Out of the Silent Planet и Вилиамсов All Hallows Eve биле су међу првим новелама које су прочитане у групи. Нису сви састанци били озбиљни, инклингс су се забављали такмичући се ко може дуже да издржи а да се не насмеје лошој прози Amande McKittrick Ros.
Име је изворно било повезано са друштвом на Оксфордском Универзитету где је зачетник био студент Edward Tangye Lean око 1931. са сврхом читања незавршених приповетки. Друштво се састојало од студената и предавача, а међу њима су били Lewis и Tolkien. Када је Леан напустио универзитет током 1933., друштво је престало с радом, а име су Толкиен и Луис пренели на своју групу на Magdalen Collegeu. 
Пред сам крај 1949., инклингс су се сатајали, читали и расправљали четвртком увече у просторијама колеџа. Инклингс и пријатељи су се неформално састајали уторком у подне, у локалном пабу, Орао и дете, такође познатом и као Птица и беба или само Птица. Касније су се окупљали у пабу Јагње и застава, прекопута улице, а у ранијим годинама нередовно су се сатајали и у другим пабовима, али Орао и дете је најпознатији.